# Satt el-Arab
A Satt el-Arab, perzsa nevén Arvandrud egy folyó Dél-Irakban és Délnyugat-Iránban, a történelmi Kuzisztán régió nyugati szélén. A Tigris és az Eufrátesz folyók összefolyásánál ered és a Perzsa-öbölbe torkollik, Al-Fao iraki kikötőváros közelében. Történelme során medrének nyomvonala sokat változott. Sodorvonala több szakaszon államhatárt képez a két szomszéd ország között. Mindkét állam számára jelentős belső víziút. Partjainak birtoklásáért a történelem során több határvita, határháború tört ki.

## Nevei
Arab nyelvű neve „Satt el-Arab” vagy „Satt al-Aráb” (arabul:  شطّ العرب ; jelentése „az arabok partja”. Irakban használják még a „Didzsla el-Avara” (arabul:  دجلة العوراء ) elnevezést is.
Újperzsa nyelvű neve „Arwand Rud” vagy „Arvandrud” (perzsául:  اروندرود); jelentése „sebes folyó”.
Az arvand szó, melynek jelentése középperzsa nyelven „gyors, fürge”, az avesztai nyelv auruuant szavából származik. Előfordul már Firdauszí művében, a Sáhnámében is, és szászánida forrásokben is megtalálható. Megjegyzendő, hogy ezt a fogalmat a régi forrásokban nemcsak magára az Arvandrud (Satt el-Arab) folyószakaszra alkalmazták, hanem kiterjesztették a Tigris folyóra is. Ennek ellenére az Arvandrud (Arvand Rud) elnevezést csak az újkorban uralkodó Pahlavi-dinasztia nyilvánította a Satt el-Arab folyó hivatalos iráni elnevezésévé.

## Földrajzi fekvése
A Satt el-Arab folyó Irak területén ered, az Eufrátesz és a Tigris egyesüléséből, Al-Kurna város térségében, Baszra várostól mintegy 60 km-re északnyugatra. Folyásiránya északnyugatról délkelet felé mutat, nyomvonalának teljes hossza kb. 193 km. Északi szakasza Irak területére esik, déli szakasza államhatárt képet Irak és Irán között. Abadán iráni város alatt mintegy 50 km-re, Al-Fao iraki kikötőváros térségében torkollik a Perzsa-öbölbe.
A folyó menti területek az iraki Baszra kormányzóság és az iráni Huzesztán tartomány közigazgatási területéhez tartoznak. A folyó nyomvonala és a torkolat fekvése a történelem során jelentősen megváltozott. A jelenkori torkolat közvetlen nyugati szomszédságában fekszik a Bubiján-sziget, amely Kuvait része.

## Történelme

### Ókor
Jelenlegi tudásunk szerint a Satt el-Arab által öntözött terület és vele együtt maga a Satt-el-Arab folyó jelenlegi formája is az ókorban, az i.e. 2. évezred utáni időkben keletkezhetett. A sumérok idejében a Perzsa-öböl partvonala a maitól mintegy 250 km-rel feljebb feküdt, északnyugati irányban a szárazföld belseje fel. Ebben az időben az Eufrátesz és a Tigris folyó még nem egyesült egymással. Mindkét folyó önállóan torkollott a tengerbe. Ebben az időben Mezopotámia éghajlata a mainál mérsékeltebb volt. Az ókor későbbi századaiban a folyók felső szakaszain a lakosság kipusztította a lombos erőket, a természetes növénytakaró eltűnésével a folyók környezete elsivatagosodott, a partok eróziója erősödött, a hordalék a folyó alsóbb szakaszain lerakódott, lelassítva a víz sebességét, rendszeres elöntéseket okozott a torkolatvidéken. A tengerpart délkeleti irányban eltolódott, a torkolatok feltöltődtek, a lapályos vidéken a folyók nyomvonala megváltozott, a két folyó közös mederbe terelődött.

### Török–perzsa háborúk
A folyó körüli területi viták az Oszmán Birodalom és Perzsia között a késő középkorban, az iráni Szafavidák uralomra jutásakor kezdődtek, négy évszázaddal a modern kori Irak megalakulása előtt. A 16. század elején az Szafavida Irán meghódította is Irak mai területét, Mezopotámiát és a Satt el-Arab folyó vidékét is. Néhány évtizeddel később, az 1550-es években, az Oszmán Birodalom felemelkedése, és az I. Szulejmán által indított sikeres hadjáratok után, az 1532–1555-ös török–perzsa háborút lezáró amásziai békeszerződésben Irán elvesztette mindezeket a területeket.
A 17. század elején a Szafavida-házból való I. Abbász perzsa sahnak (uralk. 1588–1629 között) átmenetileg sikerült visszahódítania a Satt el-Arab folyó vidékét. A kiújuló háborúkat 1639. május 17-én a IV. Murád szultán és I. Szafi perzsa sah által megkötött zuhábi békeszerződés (más néven Kászr i-Sirín-i békeszerződés) zárta le, ennek értelmében a folyó ellenőrzése végleg az Oszmán Birodalom ellenőrzése alá került. Az Oszmán Birodalom és a Szafavida Irán közötti államhatár tekintetében a zuhábi szerződés nagyjából az 1555-ös amásziai szerződésben leírt állapotokat rögzítette. Ugyanakkor a határ déli szakaszán, a Satt el-Arab mentén a határvonal részletes és pontos felmérése és rögzítése nem történt meg.
Nádir perzsa sah (r. 1736–1747), az Afsárida uralkodó dinasztia alapítója átmenetileg visszaszerezte a Satt el-Arab folyó fölötti iráni ellenőrzést. Az 1746-os kerdeni békeszerződés azonban helyreállította az 1639-es zuhabi szerződésben rögzített határokat, a folyó medrét ismét az oszmánoknak juttatta. Az első, 1823-as első erzurumi szerződés, melyet az Oszmán Birodalom és a Kádzsár-dinasztia kötött egymással, szintén ezt helyzetet rögzítette.

### Újkori határviták

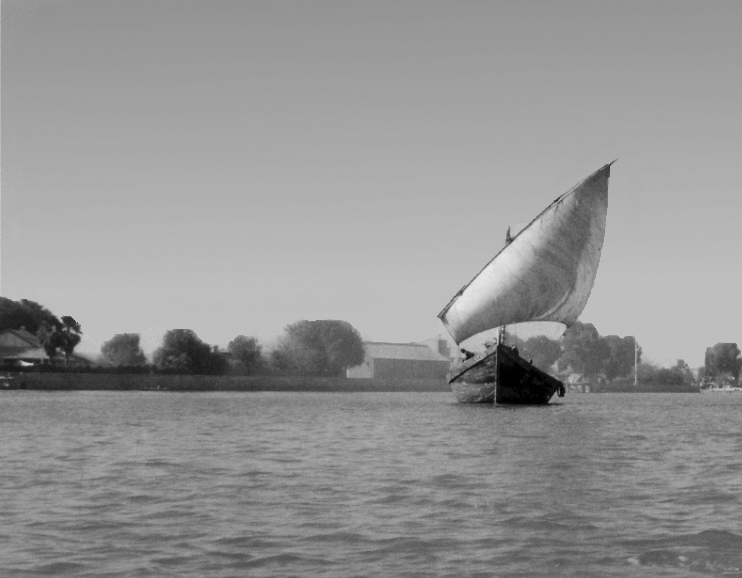
Vitorlás gálya a Satt el-Arab vizén (Baszra mellett, 1958)

Arab hajós tengerészeket fuvaroz (Bászra mellett, 1958)

Az újkori Irak és Irán közötti ellenségeskedések kiújulásának egy fontos kiváltó oka a Satt el-Arab határfolyót érintő hajózási jogok fölötti függőben maradt vita.
Az Oszmán Birodalom és Perzsia közötti államhatárokat az egymással rivalizáló Brit Birodalom és Oroszország közreműködésével 1823–1847 között megkötött erzurumi szerződések szabályozták, vázlatosan és pontatlanul. A négy érdekelt nagyhatalom közreműködésével 1913-ban Isztambulban aláírták a konstantinápolyi jegyzőkönyvet, mely európai mintára leírta az államhatár nyomvonalának mintegy 75%-át. A Mezopotámia és Perzsia közötti határvidék egy kisebb szakaszán azonban ez a szerződés is csak nagy vonalakban határozta meg a fennhatóság határait. A Satt el-Arab folyó továbbra is vitatott határszakasz maradt.
1847–1913 között a Satt el-Arab (Arvandrud) hajózó útvonalon a következő folyamhajózási jogszabályok voltak hatályban: Az államhatár vonala a keleti (iráni) partvonal. Mindkét szomszédos állam a folyam fősodorvonalát használhatja. Az 1847-es erzurumi szerződésben az Oszmán Birodalom ragaszkodott ahhoz, hogy a folyam területére vonatkozó szuverenitás (állami fennhatóság, hovatartozás) kérdése nyitva maradjon, mert ennek meghatározását egy később összehívandó, négyhatalmi döntőbizottság elé kívánta utalni. 1920-ban Irán kormánya megkérdőjelezte a keleti folyópart mentén meghúzott államhatárt és revíziót követelt, mert az 1913-es erzurumi szerződéshez csatolt kiegészítő jegyzőkönyv példátlan jogi helyzetet teremtett: az iráni hajókon is iraki jogrend uralkodott és iraki révkalauzok irányították őket. Iráni oldalon a horramsahri kikötő kiépítése és az abadáni nagyteljesítményű olajfinomító megépítése tovább erősítette a két ország konfliktusát.
1932-ben a britek megadták a függetlenséget Iraknak. 1937. július 4-én Irán és az új állam, Irak kormányai megkötötték a szaadábádi szerződést, a két állam első kétoldalú határegyezményét. A folyam közös használatát kimondó egyezményt mindkét állam kormánya ratifikálta annak ellenére, hogy a közös államhatár vonalát nem jelölték ki pontosan, ezt egy külön felállított kormányközi bizottság feladatává tették. Ez a közös határkijelölő bizottság azonban nem tudott közös eredményre jutni. Ezért tovább alkalmazták a szaadábádi szerződés kiegészítő jegyzőkönyvét, mely a folyam igazgatását és felügyeletét az iraki fél kezében hagyta.
1941-ben a Szovjetunió és a Brit Birodalom közösen megszállta Irakot és Iránt, a német politikai és gazdasági befolyás visszaszorítása, a kurd és perzsa olajmezők megszerzése és a stratégiai utánpótlás biztosítása céljából. 1941–1946 között a Satt el-Arab folyó a brit–szovjet szövetség kizárólagos ellenőrzése alatt állt.
1969. április 19-én Mohammad Reza Pahlavi iráni sah kormánya felmondta a szaadábádi szerződést. 1975-ben Irak kormánya megkötötte Iránnal az algíri egyezményt, amelyben a két ország közötti államhatárt a Satt el-Arab fősodorvonalában határozták meg, ezzel Irak területi engedményt adott Iránnak. Ennek fejében Irán beszüntette az iraki kurdoknak nyújtott pénzügyi támogatást. Az iraki hatóságok pedig – Irán kérésére – fokozott ellenőrzés alá vették Ruholláh Homeini ajatollah-t, az iraki száműzetésben élő ellenzéki vezetőt. Az iráni támogatás nélkül maradt iraki kurdok ellen a bagdadi kormány – korszerű szovjet légi- és nehézfegyverzet bevetésével – támadást indított. Súlyos, civileket sem kímélő atrocitások után az iraki kormánycsapatok leverték a kurd autonómia-mozgalmat.

### Irak–iráni háború (1980–1988)
1980. szeptember 17-én Szaddám Huszein iraki elnök felmondta az 1975-ös algíri egyezményt, és korlátlan ellenőrzést követelt magának a teljes Satt el-Arab folyón. Röviddel ezután megindult az iraki támadás a forradalmi Irán ellen. Az ellenségeskedések beszüntetésének feltételeként Szaddám Huszein különféle iraki igények kielégítését jelölte meg. Követelte a Satt el-Arab folyó fölötti kizárólagos iraki fennhatóságot, valamint azt, hogy Irán adja vissza az Egyesült Arab Emírségeknek a korábban tőlük elfoglalt Tunb-szigeteket és Abu Musza szigetét, a Perzsa-öböl keleti részén, a Hormuzi-szorosban. A háború 1988-ban „status quo ante bellum” megállapodással ért véget, a területi hovatartozások a háború előtti állapotban maradtak.

### 21. század
A 2003-ban a nyugati szövetségesek által megindított második öbölháború után az Egyesült Királyság haditengerészetének egységei az ENSZ Biztonsági Tanácsának 1723. számú határozata szerint őrjáratoztak a Hormuzi-szorosban, hogy az Iraknak érkező illegális fegyverszállításokat elfogják. 2007. március 23-án az irániak 15 brit katonát fogságba ejtettek azzal az indokkal, hogy iráni felségvizekre léptek, kémkedési szándékkal. Diplomáciai válság keletkezett, Nagy-Britannia kormánya váltig állította, hogy katonáit iraki vizeken fogták el. Mahmud Ahmadinezsád iráni elnök április 4-én kegyelmet adott a foglyoknak, akik egy nappal később hazatérhettek.

## Érdekesség
A 19. század folyamán az Oszmán Birodalomban, az ókori Mezopotámia és Asszíria területén kutató német, brit és francia régészek óriási mennyiségű ókori műtárgyat szállítottak vízi úton, uszályokon és tutajokon Baszra kikötőjébe, innen tengerjáró hajókon tovább a a berlini, londoni és párizsi múzeumokba. A Tigris és Eufrátesz folyókon való szállítás során több ilyen értékes szállítmány is elsüllyedt, ezeket sosem emelték ki. Feljegyezték, hogy 1852-ben a Satt el-Arab folyón is elsüllyedt több szállítóhajó, melyeken nagyméretű ókori asszír kőszobrokat szállítottak az észak-iraki Dúr-Sarrukín lelőhelyről (ma Horszábád, Kurdisztán), a párizsi Louvre-nak szánva. A felbecsülhetetlen értékű műtárgyak ma is valahol a folyó iszapjában fekszenek. A szállítást túlélt kőszobrok és egyéb műtárgyak napjainkban a párizsi Louvre-ban, a londoni British Museumban és a berlini Pergamonmuseumban tekinthetők meg.